# 극모

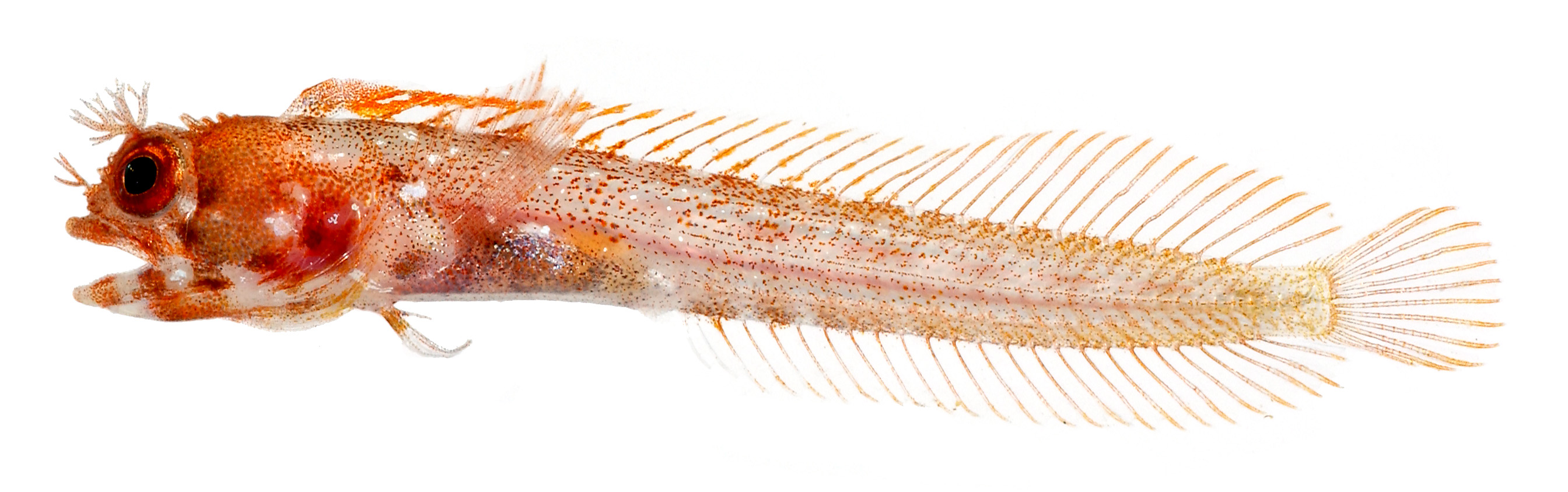
꺼끌머리베도라치의 이마 부분에서 발견되는 극모

극모(棘毛, Cirrus)는 여러 동물에게서 발견되는 가느다란 가닥 형태의 기관이다. 촉수와 유사한 개념이지만 보통 촉수가 지닌 힘, 유연성, 감각 수용성 등은 지니지 않는다. 극모를 지닌 생물은 다양하지만 그 기능과 구조는 천태만상이며 생물에 따라서 차이를 보인다.
극모를 갖는 생물로는 양간흡충·다모류·끈벌레·바다나리·따개비·베도라치 종류 등 일부 어류·앵무조개·창고기 등이 있다.